# Farnesiltransferasa
La farnesiltransferasa es un enzima que cataliza la prenilación en una célula. La prenilación es la transferencia de un farnesilo a una cisteína terminal de una proteína. Esta enzima reconoce la caja CAAX en la C-terminal de una proteína (La C es la cisteína, la A es un aminoácido alifático y la X es la parte que determina que enzima actúa sobre ella).
Fue descubierta en el año 1991 y pronto se supo que 'Ras', una proteína involucrada en el funcionamiento celular, así como la diferenciación de las células, sólo es capaz de actuar bajo el influjo de la farnestiltransferasa. Por esta razón surgió un gran interés en sintetizar inhibidores que pudiesen emplearse como fármacos contra el cáncer.

## Función y estructura

### Estructura

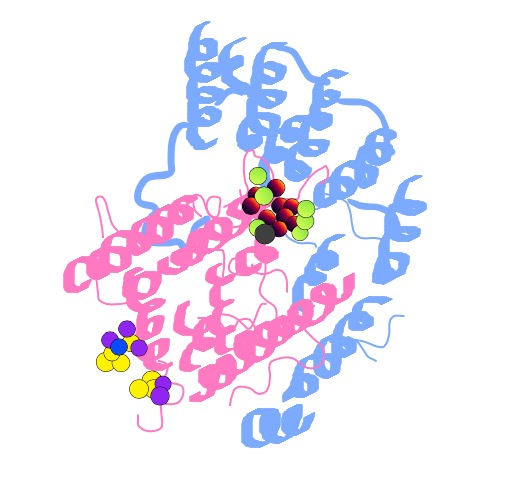
Subunidad alfa (azul) y subunidad beta (rosa) de la Farnesiltransferasa con FPP, Zn+2 (gris) ,derivado de ácido sulfónico y péptido CAAX (código PDB 3q75)

La farnesiltransferasa (FTasa) forma parte del grupo de las preniltransferasas. Es un heterodimer ya que tiene dos subunidades distintas: una 48kDa subunidad alfa y una 46kDa subunidad beta y requieren cinc y magnesio para su función enzimática. Ambas estructuras secundarias de las subunidades están mayoritariamente compuestas por hélices alfa. Tiene una estructura muy similar a la de la geranilgeraniltransferasa tipo I (GGTasa I) ya que comparten la misma subunidad α pero tienen diferentes subunidades β.
El gen FNTA codifica la subunidad alfa de ambas transferasas. Está compuesta por una doble capa de pares de hélices α apiladas en paralelo, que se envuelven parcialmente alrededor de la subunidad beta como una manta. Las hélices se doblan en siete pares sucesivos desde la hélice 2 a la 15 formando una serie de espiral de bobina. Esta subunidad se encarga de la transferencia de un residuo farnesilo, geranilgeranilo de farnesilo o geranilgeranil difosfato a una cisteína en la cuarta posición desde el extremo C de varias proteínas que tienen la secuencia C-terminal alifática-alifática-X (CAAX). 
En cambio, en la subunidad β del enzima, las hélices α forman un barril. La caja CAAX y la subunidad β interaccionan con el ion cinc y el FPP interacciona primordialmente con la subunidad β.  
El sitio activo está formado por el centro de la subunidad β y está rodeado por parte de la subunidad α. La farnesiltransferasa tiene un catión de cinc en su subunidad β. También tiene una bolsa de unión hidrófoba para el difosfato de farnesilo (FPP) que se clasifica como un lípido isoprenoide. Esta unión entre el FPP y la Ftasa no requiere ningún tipo de enlace covalente; simplemente con su gran afinidad encajan. Aunque el FFP y el GGPP se unan al enzima con gran afinidad, el tamaño de esta bolsa hidrófoba sólo se acomoda a la FPP durante la catálisis. Todos los sustratos de farnesiltransferasa tienen una cisteína y se involucran en un ataque de tipo SN2, realizado por el cinc y un ion magnésico sobre el difosfato de farnesilo, desplazando el difosfato. Algunos de los sustratos estudiados son: proteínas H-, N-, K-Ras y la subsidiad γ de proteínas G. El producto, ahora farnelizado, permanece ligado a la farnesiltransferasa hasta que se desplaza por nuevos sustratos. Los últimos tres aminoácidos de la caja CAAX se eliminan más tarde.
La estructura cristalizada del enzima, en tres dimensiones y de alta resolución, asociada a sustratos o inhibidores nos ha proporcionado información sobre la base molecular de la especificidad de los sustratos. Por lo tanto nos ha servido para facilitar el desarrollo de los quimioterápicos y posteriormente para sus mejoras.  
La estructura de la FTasa de rata a una resolución de 2,25 Å ha sido la primera fuente de información estructural sobre cualquier preniltransferasa. Aunque el enzima sea de una especie distinta al Homo sapiens, ambas comparten un 93% de la identidad de secuencia. Con esto se predice que son indistinguibles en la zona del centro activo y como consecuencia se pueden estudiar.

### Reacción química

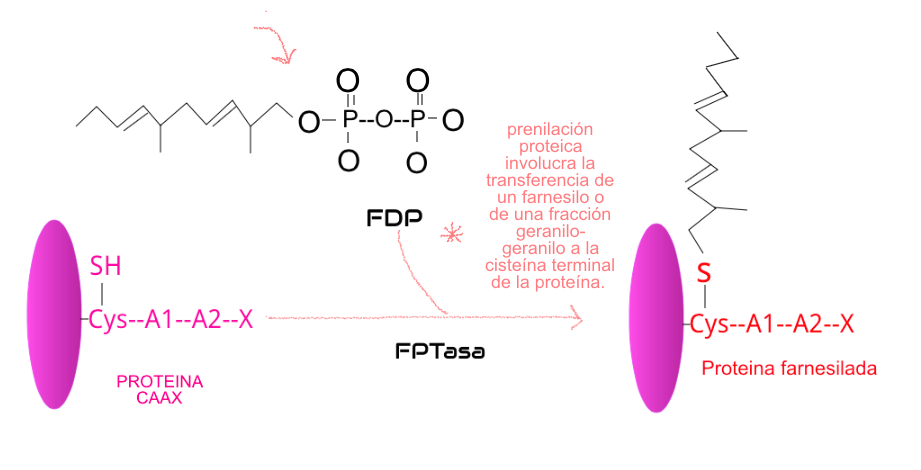
Reacción química del enzima Farnesiltransfersa

Aún existe una gran incertidumbre respecto al mecanismo catalítico,  especialmente existen dudas sobre la naturaleza exacta del cuarto ligando. Se sabe que el ion cinc del sitio activo se encuentra en la subunidad β y que está coordinado por los residuos Asp-297β, Cys-299β e His-362β . 
A raíz de las estructures cristalinas disponibles surgen dos posibles alternativas. La primera alternativa sugiere que una molécula de agua forma un enlace dativo con el cinc. Esta molécula de agua sería reemplazada por el sustrato peptídico durante la reacción, volviendo posteriormente a su lugar. La otra hipótesis sugiere que un residuo de aspartato bidentado y casi simétrico (Asp-297β) se enlaza fuertemente al cinc. En esta teoría, el Asp-297β cambiaría de bidentato a monodentato cuando entrase un sustrato CAAX pasando a ser bidentato de nuevo con la liberación del producto. Por lo tanto podría implicar un mecanismo efectivo de adición nucleófila durante la reacción de prenilación.
Un conocimiento detallado del mecanismo de farnesilación de los sustratos naturales de esta enzima es absolutamente vital para el diseño y el desarrollo de inhibidores enzimáticos más específicos, con mayor actividad en el tratamiento del cáncer, malaria, enfermedad del sueño o incluso infecciones causadas por algunos virus.

### Función
La función de esta proteína consiste en añadir grupos farnesilo a una cisteína que se encuentre al final de alguna cadena proteica como es el caso de la proteína RAS. El enzima actúa en proteínas que poseen una señal específica en la secuencia terminal: una cisteína seguida de tres aminoácidos. El último aminoácido es el que determina que lípido será añadido. Si se trata de una serina, metionina o glutamina, la farnesiltransferasa agregará un grupo farnesilo. En cambio, si el último aminoácido es una leucina, con la ayuda de un enzima diferente, se añadirá un lípido más extenso. La cadena farnesilo permite atar flojamente la proteína Ras a la membrana. Después, se añade el lípido farnesilo, eliminando así los tres últimos aminoácidos y seguidamente para mejorar la unión entre la proteína Ras y la membrana, la cadena proteica es recortada. Finalmente, se añade un grupo metil al extremo terminal. Con esta última acción se consigue neutralizar una carga negativa evitando que esta pueda interactuar desfavorablemente con la superficie de la membrana.
La cadena farnesilo es esencial para el buen funcionamiento de la proteína Ras ya que ésta, está involucrada en la transferencia de señales para el crecimiento en la superficie celular. Las células cancerígenas con mutaciones en la proteína Ras también necesitan la presencia de las cadenas farnesilo para que éstas recorten las formaciones hiperactivas de la proteína en la membrana celular. Esto hace que la farnesiltransferasa sea un atractivo objetivo para desarrollar medicamentos para combatir el cáncer. Sabiendo que la proteína Ras no actúa sin la intervención de la farnesiltransferasa, se busca una manera de inhibir la acción enzimática de la proteína para poder frenar el crecimiento celular estimulado por la proteína Ras.

### Inhibidores de la farnesiltransferasa
Los inhibidores de la farnesiltransferasa (conocidos como FTIs) son una clase de droga experimental cancerígena que afecta sobre la proteína Farnesiltransferasa con el objetivo de evitar el correcto funcionamiento de la proteína RAS. Además,  suprimen correctamente la actividad enzimática de la FTasa, ya que se adaptan perfectamente a la forma cristalizada de ésta.
Los FTIs son inhibidores de la proliferación celular y, por lo tanto, son agentes anti-tumorales y anti-leucémicos pero actualmente su mecanismo de acción sigue siendo desconocido para muchos investigadores. 
En concreto, tras la traducción de la proteína RAS, esta se somete a 4 pasos de modificación. Entre ellos la isoprenilación donde la encima farnesiltransferasa transfiere un grupo farnesil desde el farnesil pirofosfato (FPP) hasta la proteína pre-RAS.   
La inhibición de la farnesiltransferasa y de la proteína p21RAS bloquea también la capacidad de esta proteína a inducir una proliferación celular y por lo tanto transforma estas 20 células normales en 20 células cancerígenas. Además, tras varios estudios, se ha podido demostrar que estos inhibidores son igual de activos sobre líneas celulares tumores que no expresan la proteína mutada o sobreexpresada, pero sí por otro lado presentan la mutación de un oncogén mutado o sobreexpresado (onco-proteína) cuya vida de señalización utiliza la farnesilación de una proteína.

##### Lista de inhibidores de la farnesiltransferasa
| Nombre            | Código    | Descripción | CAS         |
| ----------------- | --------- | --- | ----------- |
| Inhibidor FPT I   | sc-221625 | Altamente selectivo y potente inhibidor de la Farnesiltransferasa. Inhibidor de la GGTasa I y II en concentraciones elevadas.  |             |
| Inhibidor FTasa I | sc-221632 | Potente, permeable, selectivo, inhibidor peptidomimético de la Farnesiltransferasa.                                            | 149759-96-6 |
| Manumycin A       | sc-200857 | Inhibidor de Ras farnesiltransferase y IKKβ. Es un antibiótico generado por Streptomyces parvulus.                             | 52665-74-4  |
| Tipifarnib        | sc-364637 | Aumenta la apoptosis en algunas células cancerosas.                                                                            | 192185-72-1 |
| GGTI-297          | sc-201299 | Es un metabolito epipolythiodioxopiperazine tóxico. Muestra capacidad para inducir apoptosis e inhibir la activación de NF-κB. | 67-99-2     |

## Enfermedades
La FTasa es la causante o la razón del empeoramiento de muchas enfermedades de tipo cardiovascular (CVD), neurodegenerativas, e incluso algunos tipos de cáncer (sobre todo leucemias) y la hepatitis D crónica. Se ha demostrado científicamente, que al aplicar FTIs los síntomas de estas enfermedades pueden mejorar considerablemente (como en el caso de la Hepatitis D crónica) o al menos ralentizan el curso de la enfermedad, de ahí que se deduzca que la FTasa es uno de los agentes causantes.
La FTasa también es la causante del síndrome de progeria llamado también síndrome de Hutchinson-Gilford (HGPS), una enfermedad poco habitual, por la cual no existe ninguna cura por el momento y por lo tanto asegura la muerte de quienes la padecen. Esta enfermedad se desarrolla ya que la FTasa hace la farnelisación de la pre-lámina A (mutada), llamada entonces progerina, lo que provoca posteriormente la deformación del núcleo de las células,  dando lugar así a múltiples complicaciones.
Algunos de los síntomas visibles: 
- Crecimiento retardadSíntomas visibles de la Progeriao
- Cara estrecha y labios finos
- Venas visibles
- Piel arrugada
- Perdida de pelo y vello corporal

Algunos síntomas que afectan la salud: 
- enfermedades cardiovasculares
- perdida auditiva
- resistencia a la insulina
- huesos frágiles[11]